# Uitgeverij Van Wijnen
Uitgeverij Van Wijnen is een Nederlandse uitgeverij die voornamelijk boeken uitgeeft op het terrein van theologie, algemene geschiedenis, maritieme geschiedenis en romans. De uitgeverij komt voort uit de uitgeverij Wever, waarvan de geschiedenis teruggaat tot 1926.

## Geschiedenis
Tjite Wever, zoon van een binnenschipper, nam in 1926 in Franeker een kleine algemene boekhandel over toen C. Zomer uit Wageningen deze van de hand deed. Wever had zelf een sterke belangstelling voor theologie. Mede daardoor specialiseerde de winkel zich verder in die richting. De winkel werd uitgebreid met een antiquariaat en een verzendboekhandel voor theologische werken. Ook kwam er een drukkerij bij, die in de jaren zestig weer werd gesloten. Op het hoogtepunt waren er dertig mensen in dienst van het bedrijf.
In 1998 werd het antiquariaat overgenomen door Dingeman van Wijnen en kreeg de naam Wever van Wijnen. Tien jaar daarvoor had Van Wijnen al de uitgeverstak overgenomen en voortgezet onder de naam Van Wijnen. De verzendboekhandel Wever van Wijnen werd in 2015 weer overgenomen door de boekhandel Riemer. De antiquarische collectie kwam in handen van Antiquariaat De Roo in Zwijndrecht.

## Bekende auteurs
- Tamera Alexander
- Jan Buisman
- Hans Burger
- Peter Dorlijn
- Jonathan Israel
- Tim Keller
- William Kent Krueger
- Esther Maria Magnis
- Arie van der Veer
- Ann Voskamp
- Samuel Wells
- Tom Wright